# Marcel Bich
Marcel Bich (Turín, Italia, 29 de julio de 1914 - París, Francia, 30 de mayo de 1994) fue un inventor e industrial italiano naturalizado francés, cofundador de la empresa Bic, la mayor del mundo en la fabricación de bolígrafos, aunque luego fabricó otros objetos.

## Vida personal
Marcel Bich era hijo de Aimé-Mario Bich y Marie Muffat de Saint-Amour de Chanaz. Provenía de una familia del Valle de Aosta. Tenía una hermana, Marie-Thérèse (1913-1970) y un hermano, Albert (1916-1989). El título de barón le había sido otorgado a su bisabuelo Emmanuel Bich, síndico de Aosta, en 1841 por Carlos Alberto de Cerdeña.
Su padre, después de experiencias industriales decepcionantes en Italia, emigró a Francia. Marcel Bich se nacionalizó  francés, junto con sus padres y hermanos, en 1930. Estudió en la Universidad de París y obtuvo el título de abogado. 
Apasionado de la navegación, llegó a competir en la Copa América de vela.
En 1993 cedió la presidencia de la empresa Bic a Bruno Bich, el menor de sus once hijos. Murió en París el 30 de mayo de 1994, a los 79 años.

## Carrera profesional
En el año 1944 tenía un taller de fabricación de objetos de escritura en Clichy, un suburbio de París. En este establecimiento, llamado Porte-plumes, Porte-mines & Accessoires y junto con su socio durante toda su vida Édouard Buffard, fabricó portalápices y estuches baratos. Entusiasmado con el bolígrafo, compró la patente al húngaro-argentino Laszlo Biro e introdujo ciertas mejoras. Hizo el tubo transparente para que se viera el contenido de tinta y con aristas para asirlo mejor y sobre todo lo fabricó a un bajo precio y luego se desechaba tras su uso. 
En 1950 lanza el Bic cristal, que después de una exitosa campaña publicitaria, se convertiría en el modelo de bolígrafo más vendido de la historia.
En 1961 el diseñador y publicista Raymond Savignac, creador de todas las campañas publicitarias de Bic hasta entonces, diseñó la versión más conocida del logotipo de la compañía. Actualmente BIC vende más de veinte millones de unidades por día en todo el mundo y ha conseguido vender más de 100 000 millones en los cinco continentes desde 1953.
En 1973 lanza un encendedor siguiendo el mismo principio, y otra vez sin ser el inventor, ya que el encendedor desechable había sido inventado en 1948, aunque al principio era recargable. Su creador, Jean Inglessi, es el inventor de la botella de gas de uso doméstico en 1934, y empresario de la marca Primagaz. Los primeros encendedores no recargables, y por lo tanto desechables, se crean en Francia. En 1971, Marcel Bich apuesta por el desarrollo del encendedor desechable y decide abordar ese mercado. En 1974, las ventas de encendedores Bic alcanzan la cifra diaria de 290 000. A partir de 1975 la cifra se dobla y hoy se llega a los 4 millones, lo que hace de Bic el primer productor mundial de este tipo de encendedores. 
En 1975, comercializa la maquinilla de afeitar desechable y quiso extender la fórmula de lo desechable a los perfumes y las medias, pero de ello resultó un fracaso comercial.